# Поле, где я умер
«Поле, где я умер» (англ. «The Field Where I Died») — 5-й эпизод 4-го сезона сериала
«Секретные материалы». Премьера
состоялась 3 ноября 1996 года на телеканале FOX.
Хотя этот эпизод принадлежит к типу «монстр недели» и никак не связан с основной
«мифологией сериала», заданной в
первой серии
, в нем раскрывается значительный пласт взаимоотношений между Скалли и Малдером, посредством погружения в регрессивный гипноз последнего.  Режиссёр — Роб Боумэн, автор сценария — Глен Морган, приглашённые звёзды — Митч Пиледжи, Кристен Клоук,
Майкл Добсон.
В США серия получила рейтинг домохозяйств Нильсена, равный 12,3, который означает, что в день
выхода серию посмотрели 19,85 миллиона человек.
Главные герои серии — Фокс Малдер (Дэвид Духовны) и Дана Скалли (Джиллиан Андерсон), агенты ФБР, расследующие сложно поддающиеся научному
объяснению преступления, называемые Секретными материалами.

## Сюжет
В данном эпизоде Малдер и Скалли расследуют необычное поведение одного из религиозных культов. Информатором для них становится одна из жён лидера этого движения. Эта секта верит в реинкарнацию. Малдер испытывает непонятную духовную связь с этой женщиной и, после сеанса регрессивного гипноза, с ужасом вспоминает свою прошлую жизнь, когда он был солдатом, павшим в одном из сражений Гражданской войны 1861—1865 годов.